# Château des Dames
Lo Château des Dames (pron. fr. AFI: [ʃato de dam]; 3.488 m s.l.m.) è una montagna delle Alpi del Weisshorn e del Cervino nelle Alpi Pennine. Si trova in Valle d'Aosta, sullo spartiacque tra la Valpelline e la Valtournenche.

## Toponimo
Il toponimo significa, in lingua francese, castello delle dame.

## Salita alla vetta

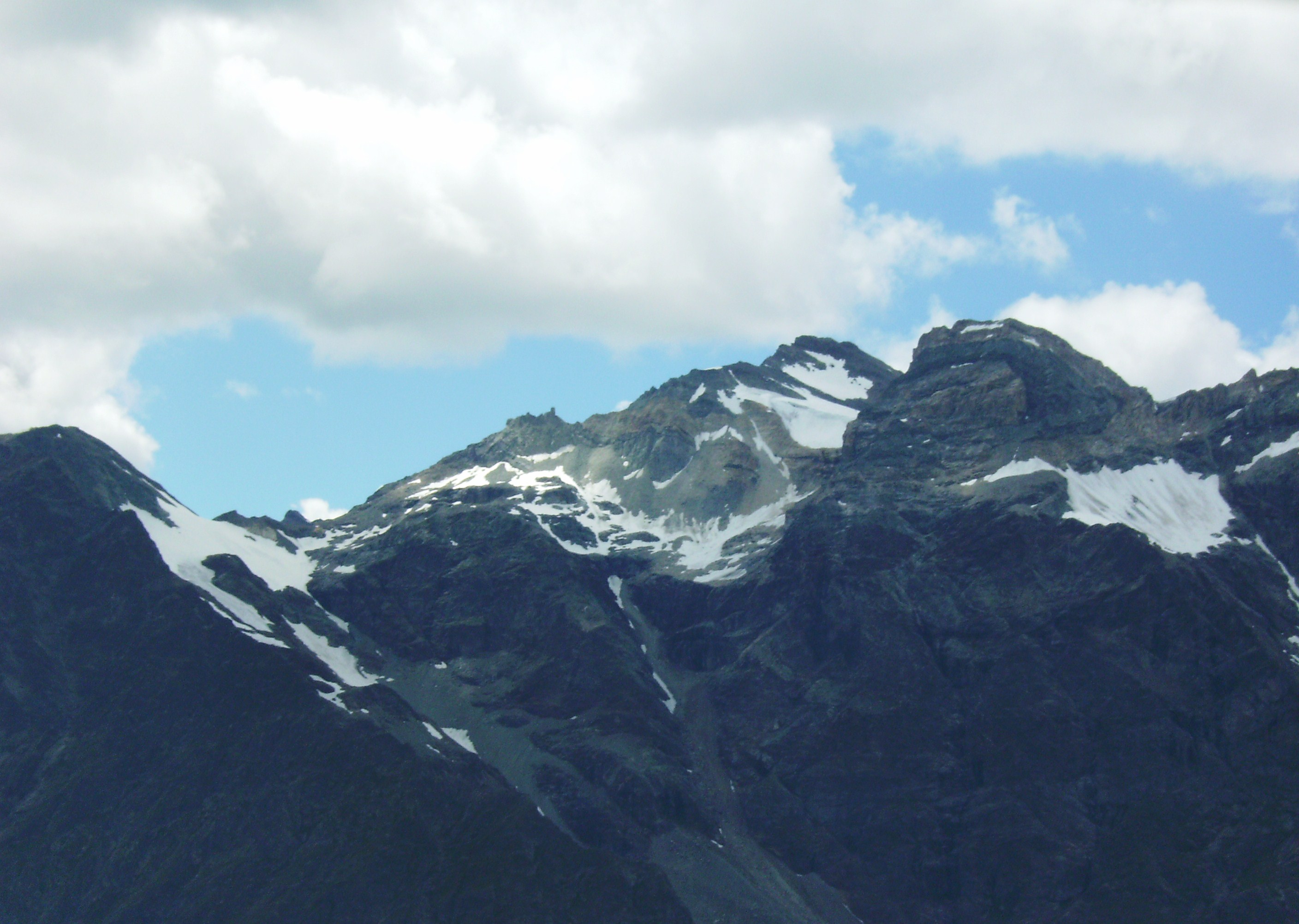
Da sinistra, il Mont Rous, lo Château des Dames e il Mont Blanc du Créton

Si può salire sulla vetta partendo dal Lago di Place-Moulin, passando dal Rifugio Prarayer e dal Bivacco Laura Florio (3.320 m).
È anche possibile partire dalla località Avuil (1967 m.s.l.m. - Valtournenche) e raggiungere la cima percorrendo il Vallone di Vofréde e servirsi dell'omonima ferrata.
Lo Château des Dames viene incluso nella traversata delle Petites e Grandes Murailles essendo una cima dalla salita e discesa facile.